# ZaPF
Das Kürzel ZaPF steht für die Zusammenkunft aller Physik-Fachschaften. Es handelt sich dabei um die Bundesfachschaftentagung der Physik, zu der alle Physikfachschaftsräte von deutschen, schweizerischen und österreichischen Hochschulen eingeladen werden. Zur ZaPF gehört der eingetragene Verein ZaPF e. V. mit Sitz in Frankfurt am Main, der zur Hauptaufgabe die bedarfsweise finanzielle Unterstützung der austragenden Fachschaft hat. Die Organisation der folgenden ZaPF findet auf den Treffen selbst statt, wobei darauf geachtet wird, dass jedes Jahr zwei Zusammenkünfte (eine im Sommer und eine im Winter) stattfinden. Die ZaPFen finden an unterschiedlichen Universitäten statt. Für die Austragung ist die Physik-Fachschaft der Hochschule zuständig, an der die ZaPF stattfindet.

## Themen
Auf den Zusammenkünften werden Themen wie Einführung neuer Studiengänge, Evaluation von Lehrveranstaltungen, Lehrerausbildung, Abstimmung der Mathematik- und Theoretische Physik-Ausbildung im Studium usw. besprochen und Leitlinien, etwa Mindestanforderungen an einen Physik-Bachelor, formuliert.
Die ZaPF betreibt eine Plattform, auf der sich Studieninteressierte über das Physik-Studium informieren können.
Die ZaPF entsendet Vertretende in den Akkreditierungspool zur Begutachtung von Bachelor- und Masterstudiengängen, aus denen die Akkreditierungsagenturen (in diesem Falle AQAS, ACQUIN und ASIIN) studentische Gutachtende gelost bekommen.

## Kooperationen
Die ZaPF kooperiert mit der jungen Deutschen Physikalischen Gesellschaft  jDPG und bringt im Zuge dieser Kooperation eine studentische Sichtweise auf die Sitzungen der Konferenz der Fachbereiche Physik. Auch führen beide zusammen regelmäßig eine deutschlandweite Evaluation der Physik-Studiengänge durch.
Ebenfalls kooperiert die ZaPF über die MeTaFa mit andern Bundesfachschaftentagungen und veröffentlicht mit diesen gemeinsame Resolutionen.